# Olufunmilayo Abosede Balogun-Alexander

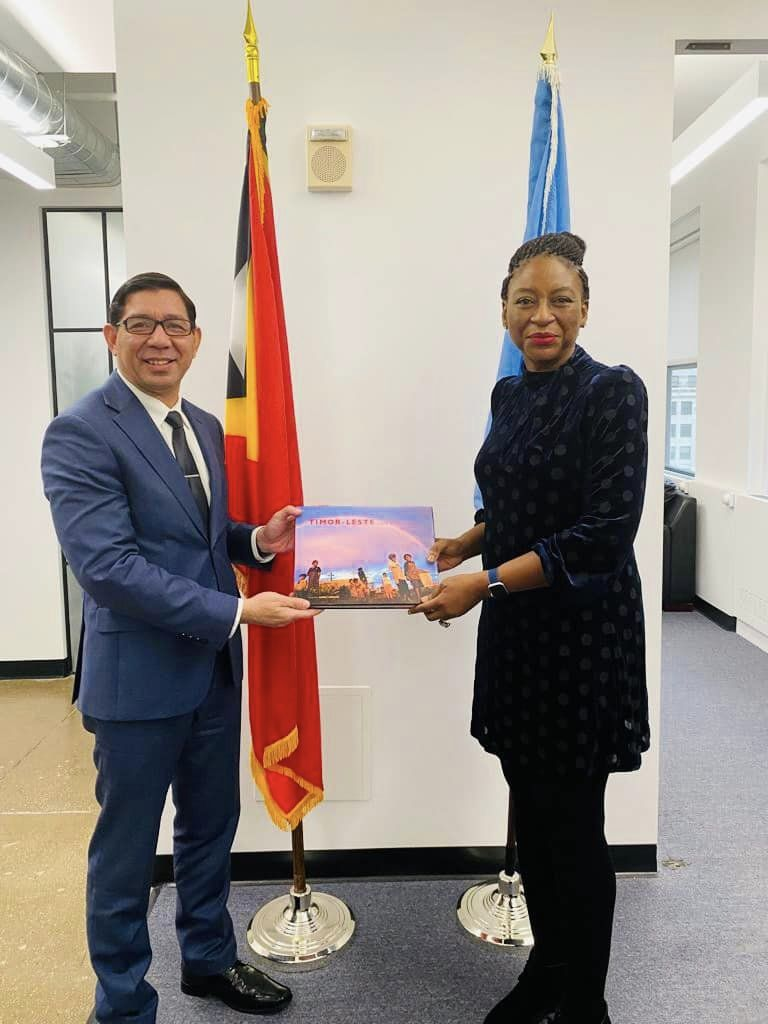
Karlito Nunes, der ständige Vertreter Osttimors bei den Vereinten Nationen in New York, und Balogun-Alexander (2022)

Olufunmilayo Abosede Balogun-Alexander ist eine nigerianische Diplomatin im Dienst der Vereinten Nationen.

## Werdegang
Balogun-Alexander hat einen Master-Abschluss in Gender und Entwicklung vom Institute of Development Studies, der University of Sussex und einen Bachelor-Abschluss in Englisch von der University of Lagos.
In Nigeria koordinierte sie die staatliche Finanzierung von Entwicklungs- und Sozialpolitik und ihre Priorisierung. Dabei musste sie auch Lösungen zu strittigen Fragen der Gleichstellung der Geschlechter, der sexuellen und reproduktiven Gesundheit und Rechte sowie von Minderheitengruppen erarbeiten. Balogun-Alexander baute dafür strategische Partnerschaften mit Regierungen, zwischenstaatlichen Kommissionen, bilateralen Gebern, Medien und dem privaten Sektor für innovative Finanzierungen und Programme auf.
Balogun-Alexander leitete und unterstützte multifunktionale Teams auf Länderebene für humanitäre Hilfe, Entwicklung und Frieden. Zudem koordinierte sie die Arbeit verschiedener UN-Organisationen miteinander für UN-Programme unter anderem in den Bereichen geschlechtsspezifische Gewalt, Regierungsführung und Schutz vor sexueller Ausbeutung und Missbrauch. Balogun-Alexander arbeitete als Landesvertreterin von UN Women, als stellvertretende Repräsentantin von UN Women in Äthiopien, als Direktorin für Außenbeziehungen und Interessenvertretung bei der International Planned Parenthood Federation, Region Afrika, und als Kenia-Programmmanagerin für den UN Development Fund for Women.
Danach war Balogun-Alexander Leiterin der Abteilung für humanitäre Normung und Koordinierung bei UN Women. Hier leitete sie im Falle von humanen Krisen weltweit die Maßnahmen von UN Women und unterstützte die Länderbüros von UN Women. Nach über 30 Jahren Arbeit in humanitären, Friedens- und Entwicklungsprojekten bei den Vereinten Nationen und Nichtregierungsorganisationen ernannte UN-Generalsekretär António Guterres die Balogun-Alexander am 1. Dezember 2022 zur neuen United Nations Resident Coordinator in Osttimor. Sie übergab ihre Akkreditierung an Außenministerin Adaljíza Magno am 15. Dezember 2022.

## Sonstiges
Balogun-Alexander hat zwei Kinder.